# تاكويا ناجاتا
تاكويا ناجاتا (باليابانية: 永田 拓也) (مواليد 8 سبتمبر 1990)، هو لاعب كرة قدم ياباني سابق كان يلعب كمدافع.

## وصلات خارجية
- تاكويا ناجاتا على موقع رابطة كرة القدم اليابانية للمحترفين (اليابانية)
- تاكويا ناجاتا على موقع قاعدة بيانات كرة القدم.إي يو (الإنجليزية)
- تاكويا ناجاتا على موقع Soccerway.com (الإنجليزية)
- تاكويا ناجاتا على موقع عالم كرة القدم.نت (الإنجليزية)